# Aiguillon
Aiguillon é uma comuna francesa na região administrativa da Nova Aquitânia, no departamento Lot-et-Garonne. Estende-se por uma área de 28,36 km². Em 2010 a comuna tinha 4 557 habitantes (densidade: 160,7 hab./km²).